# Olmesartan medoksomilu
Uzasadnienie: Artykuły o dwóch różnych związkach chemicznych, ale informacje w nich są powielone; olmesartan w wielu miejscach opisuje i tak ester
Olmesartan medoksomilu (łac. olmesartanum medoxomilum) – wielofunkcyjny organiczny związek chemiczny, ester medoksomilowy olmesartanu. Stosowany jako prolek olmesartanu w leczeniu nadciśnienia tętniczego; umożliwia uzyskanie wysokiej biodostępności leku po podaniu doustnym. Opatentowany w 1997 roku.
Olmesartan medoksomilu w organizmie ulega szybkiemu i całkowitemu przekształceniu w jedyny czynny metabolit, olmesartan. Czas półtrwania estru T0,5 wynosi 12–18 godzin.
W badaniach hydrolizy olmesartanu medoksomilu in vitro nie wykryto obecności wolnego medoksomilu (oznaczenie kodowe RNH-8097), co wskazuje, że prawdopodobnie proces ten polega na ataku anionu hydroksylowego na karbonylowy atom węgla pierścienia medoksomilu z uwolnieniem olmesartanu i związku pośredniego ulegającego spontanicznej dekarboksylacji do diacetylu. Mechanizm ten jest zgodny z opublikowanymi wcześniej reakcjami hydrolizy innych proleków, w których grupa karboksylowa była zestryfikowana medoksomilem.

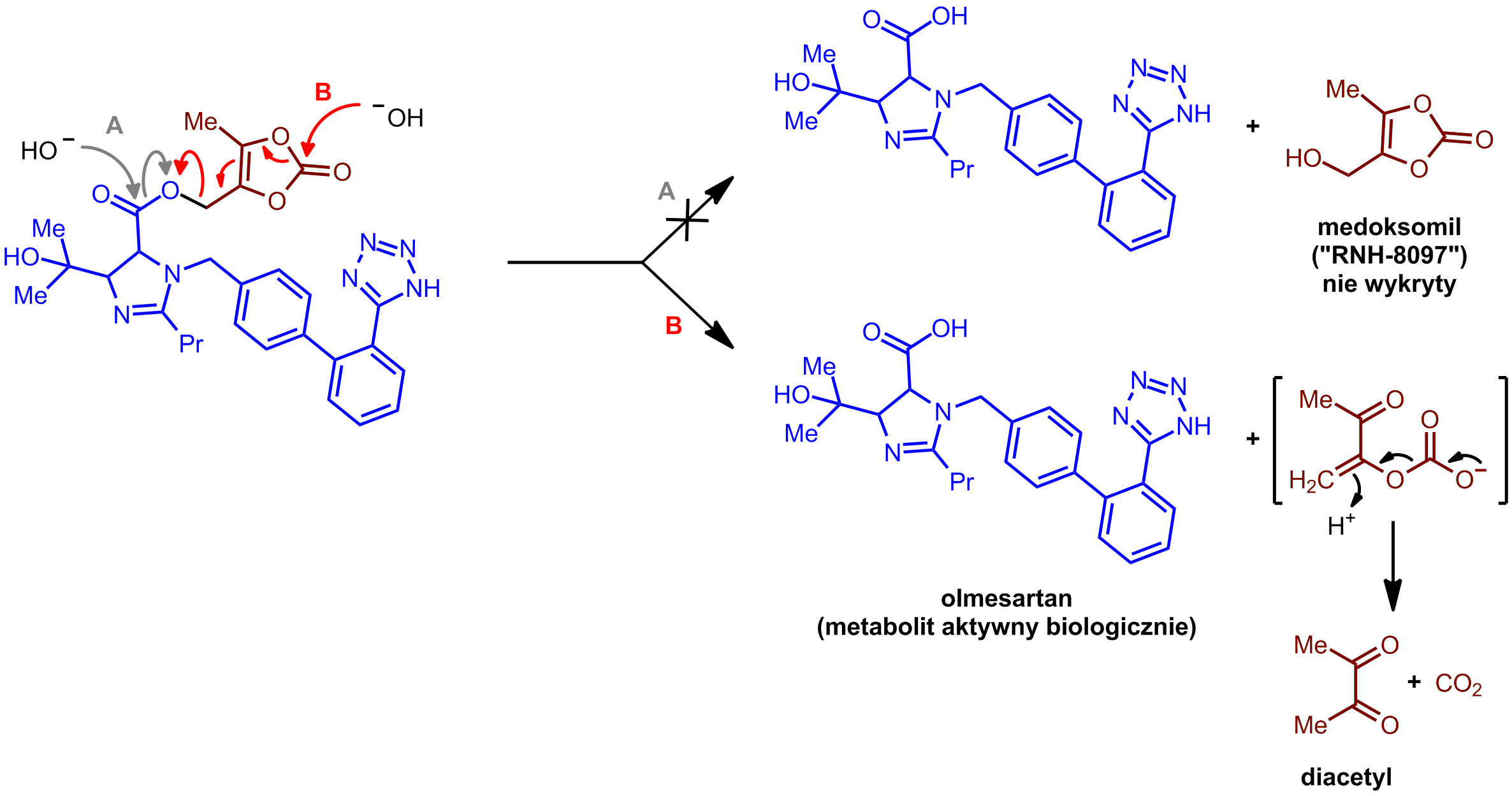
Przypuszczalny metabolizm olmesartanu medoksomilu do aktywnego biologicznie olmesartanu

## Preparaty
Preparaty proste zarejestrowane w Polsce:
- Olimestra, Olmesartan Medoxomil Teva, Olmesartan Polpharma, Revival – preparaty te mają postać tabletek zawierających 10–40 mg olmesartanu medoksomilu.

Preparaty złożone zarejestrowane w Polsce:
- Co-Olimestra, Revival Plus: olmesartan medoksomilu 20–40 mg + hydrochlorotiazyd 12,5–25 mg
- Elestar: olmesartan medoksomilu 20–40 mg + amlodypina 5–10 mg
- Elestar HCT: olmesartan medoksomilu 20–40 mg + hydrochlorotiazyd 12,5–25 mg + amlodypina 5–10 mg

## Literatura przedmiotu
- Hiroaki Yanagisawa, Hiroyuki Koike, Shin-Ichiro Miura: Olmesartan Medoxomil: An Angiotensin II Receptor Blocker. W: Xianhai Huang, Robert G. Aslanian: Case Studies in Modern Drug Discovery and Development. John Wiley & Sons, Inc., 2012, s. 45–66. DOI: 10.1002/9781118219683.ch3. ISBN 978-83-200-4185-9.

Przeczytaj ostrzeżenie dotyczące informacji medycznych i pokrewnych zamieszczonych w Wikipedii.